# 社会的入院

OECD各国の平均入院日数（急性医療）。日本は一番左。

社会的入院 （しゃかいてきにゅういん、英語: Social Hospitalisation）とは、入院の本来の趣旨を逸脱して、必ずしも治療や退院を前提としない長期入院を続ける状態のことを指す。
下記に列挙する医療問題、社会問題としての文脈で用いられる用語であり、一般の入院治療とは趣旨を異にするホスピス等のターミナルケアに関しては範疇に含まない。

## 概要

OECD各国の人口あたりベット数（機能別）。日本は一番右。

入院は本来、病状が継続的な看護または医学的管理を要するために、医療機関に留め置く措置であり、病状が快復もしくは安定すれば当然退院し、必要に応じて外来診療に移行することが本来のあり方であるが、医学的観点からは既に入院の必要性が無いにもかかわらず、患者やその家族の生活上の都合により、介護の代替策として入院が行われている点が、社会的入院の特徴である。
社会的入院は、ホスピタリズムにより精神が荒廃した為に、自立した生活が困難になり、退院後の生活が成り立たないため、年単位の長期入院に繋がり、長期入院により社会性や生活習慣の衰退という社会問題の側面も持つ。
また、家族などの引き取り手に拒否される、自宅で面倒を見られないために、惰性的に入院を継続させられている高齢者虐待問題にまで使用される。
また社会問題として、医療費の増大につながる。日本の年間医療費は2002年（平成15年）度で31.5兆円に達しており、社会の高齢化とともに更なる増加は避けられない。社会的入院は公的医療保険が利用できるため、入院者の家族にとって金銭負担は比較的小さく、あまり抵抗なく利用されがちであるが、総額としての医療費増額に繋がり、国家予算も増大する。
不必要な入院が招く社会問題として、病床が満床になるために救急要請を受け入れられず、影響が救急医療にも波及し、「救急難民」を生み出している問題もある。大阪市のような大都市でさえ、社会的入院患者の増加で、救急患者を断る事態が増えている。
経済協力開発機構は2014年に、診療報酬の日数払い制度は医療機関の過剰診療を招くとして、各国に対し、入院日数制限や包括払い制度の導入など、医療保険の支払い制度改革が必要だと勧告している。
日本では2000年から、傷病の治療は医療機関で、要介護状態の介護はソーシャルワークで、という考え方から介護保険制度が施行された。また病院に対しては、入院が長期に及ぶと診療報酬を減額することで、長期入院の抑制が図られた。しかし未だに医療保険入院は、2009年に介護保険入院の2倍の病床数を占めている。

## 日本の精神科病院における事例

OECD各国の平均精神病院入院日数。日本は水色。

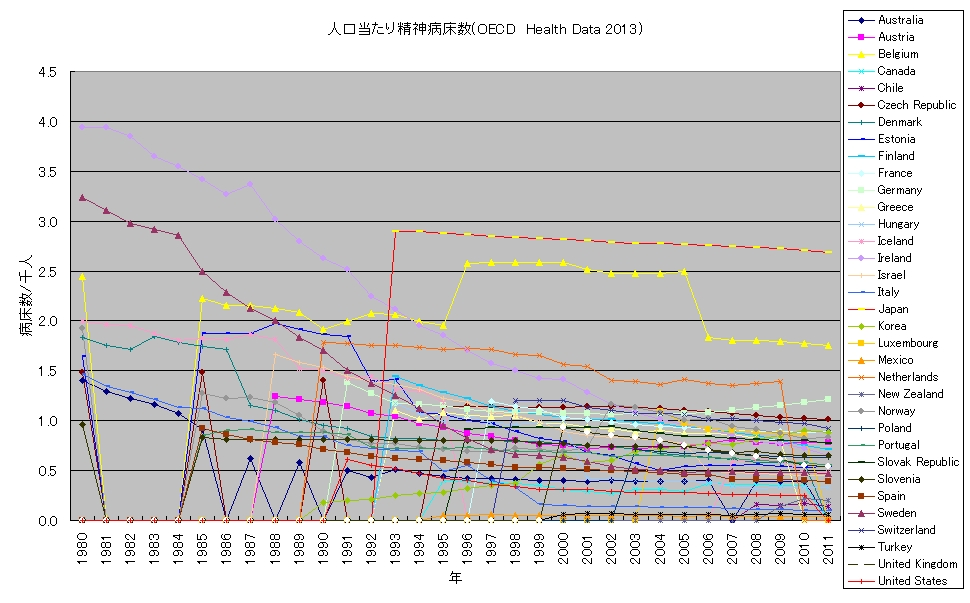
人口当たり精神病床数 (OECD Health Data 2013)

特に精神障害者の場合は深刻で、数年から十年以上、半世紀以上も精神科に入院している患者も珍しくはない。経済協力開発機構は「日本の精神保健政策は、他国に比べ『脱施設化』(Deinstitutionalisation) が遅れており、精神科病床の多さなど悪い意味で突出している」と報告した。
根本的な原因として、
- 精神障害とされる者の両親や親族が、患者の病状の回復に関わらず、患者の退院を望んでいないケースがある。
- 入院中心主義で、障害者が地域で安心して生活出来る社会資源が、ヒト・モノ・カネともに圧倒的に不足している。
- 日本の精神科病院の9割は私立病院であり、病院経営上なかなか退院させられない。

現状が挙げられる。
そのため「退院を前提としない治療」を行っている病院もある。こうした状況を見て、日本医師会会長武見太郎は「精神医療は牧畜業だ」と発言した。
具体的な事例として、精神科医の齋藤正彦は、2012年（平成24年）7月1日に東京都立松沢病院院長に着任した際の挨拶で「今回30年ぶりに、同じ病棟（都立松沢病院の精神科病棟）に入って、旧知の患者さんから声をかけられて愕然としました。30年間、退院することなく、松沢病院で過ごしていた患者さんが何人もいたのです。私が、医師としてのキャリアを積み、家庭を作り、友人たちと過ごした30年、患者さんが松沢病院の病棟の片隅で、１人で送った30年」と驚き、30年間も病院に長期入院している精神障害者の患者が存在している事を憂いている。
このような場合特に、数年から数十年単位で行われる入院生活や、「薬物療法」の副作用、あるいは、数年から数十年単位という、極めて長い入院生活を終了し、いきなり社会生活を営む事への不安や、患者自身が長期間の精神科病院への物理的・精神的拘束による拘禁反応から、退院を諦めてしまう事例も多い。
中には、高齢者が孤独な独り暮らしに耐えかねて救急外来で自ら社会的入院を病院に頼み、病院側が折れて入院に至るケースもある。
経済協力開発機構（OECD）は、多くの国々（アメリカ合衆国、イギリス、オーストラリア、フランス、イタリア、ノルウェー、スウェーデン）では脱施設化を達成したが、しかし日本や韓国のような国家では、未だ施設入院が主流であると報告している。

## 各国の状況
- ドイツの医療ではFehlbelegung（病院誤用）と呼ばれている。政府は介護保険制度の制定や包括払い制度などで対策を講じている[11]。
- スウェーデンの医療では、病院にて医学的治療完了後も入院し続ける患者は、その費用支払い義務がコミューンに課される制度のため、コミューンは入院よりソーシャルワークに移行するインセンティブを持っている[12]。
- イタリアではバザリア法により単科の精神病棟を設置しないこととなっている。

### 日本
日本の医療制度に関しては平均入院日数の長さが指摘されており、OECD加盟国の中で突出している。
厚生労働省の患者調査において、「受け入れ条件が整えば退院可能（退院は決まっていないが退院可能な状態にある患者）」と区分されている入院者数は、2011年には18.1万人で入院者総数の13.5%を占めている。
OECDは2009年に「患者を入院させたままにすることは病院収入を増やす簡単な方法である」と指摘し、患者の入院区分を正確に分類し、かつ診療報酬スケジュールを見直すことで、病院への長期入院を減らす取り組みを行うよう勧告した。厚生労働省は医療費適正化計画を策定し、療養病床について老人保健施設や居住系サービス施設への転換を推進している。

## 関連書籍
- 織田淳太郎「精神医療に葬られた人びと 潜入ルポ　社会的入院」 (光文社新書) ISBN 978-4334036324
- 印南一路「社会的入院の研究」（東洋経済新報社）ISBN 978-4492701249